# Dorfkirche Carlow

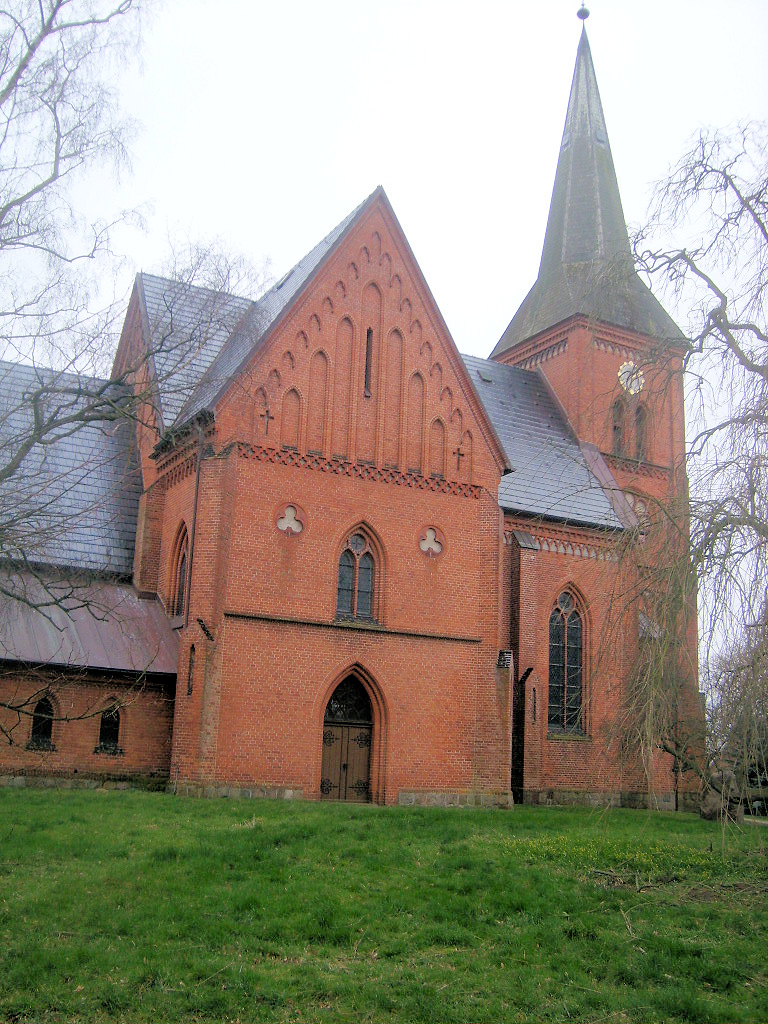
Dorfkirche Carlow

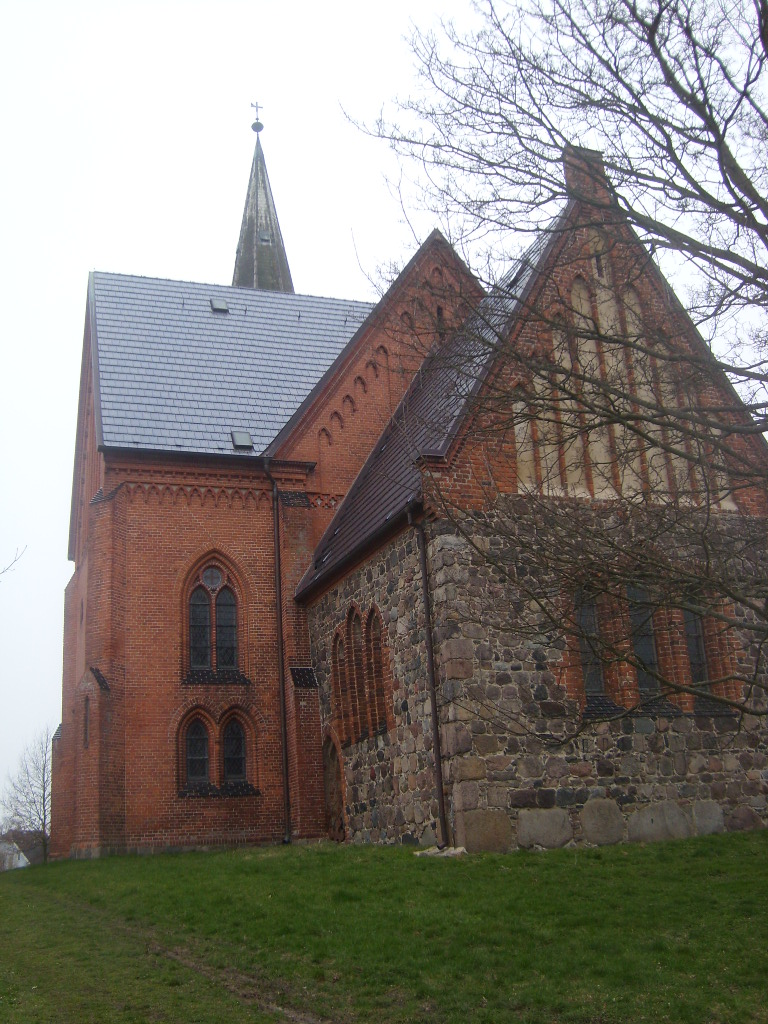
Chor mit Blendwerkgiebel

Die Dorfkirche Carlow ist die Kirche der Evangelisch-lutherischen Kirchgemeinde Carlow im Landkreis Nordwestmecklenburg. Die Gemeinde gehört zur Propstei Wismar im Kirchenkreis Mecklenburg der Evangelisch-Lutherischen Kirche in Norddeutschland.

## Baubeschreibung
Der quadratische Chor aus Feldsteinen stammt aus der Mitte des 13. Jahrhunderts, das Langhaus und der Turm wurden 1885 bis 1889 errichtet und dem Zeitgeschmack entsprechend neugotisch in Backstein gestaltet. In der Ost- und Südwand gibt es spitzbogige 3er Fenstergruppen, der Ostgiebel ist mit Blenden verziert. Im Innern fällt eine seltene Gewölbeart auf: Durch die zwischen den Schildbögen gespannten Zwickelbögen entsteht ein unregelmäßiges Achteck, aus dessen Ecken die acht Rippen des Kuppelgewölbes entstehen. Im Scheitel des Gewölbes befindet sich ein birnenförmig herabhängender Schlussstein. Der Triumphbogen ist rundbogig angelegt.

## Inneneinrichtung
Im Inneren der Kirche findet sich ein Altaraufsatz von 1695 mit Schnitzarbeiten. Im Hauptfeld wurde 1885 ein ovales Gemälde angebracht, welches die Kreuzigungsszene zeigt. Die Kanzel stammt ebenfalls aus dem Jahr 1695. Der Kanzelkorb ist mit gedrehten Säulen und Schnitzfiguren der Evangelisten verziert. Über dem Triumphbogen befindet sich eine Kreuzigungsgruppe aus dem Anfang des 16. Jahrhunderts. Die Votivtafeln des Ratzeburgwer Domdechanten Hartwich von Bülow aus dem Jahr 1637 sind eine Arbeit des Barockbildhauers Gebhard Jürgen Titge.
Die Orgel ist ein Werk von Friedrich Friese III aus dem Jahr 1888 mit 14 Registern auf zwei Manualen und Pedal.

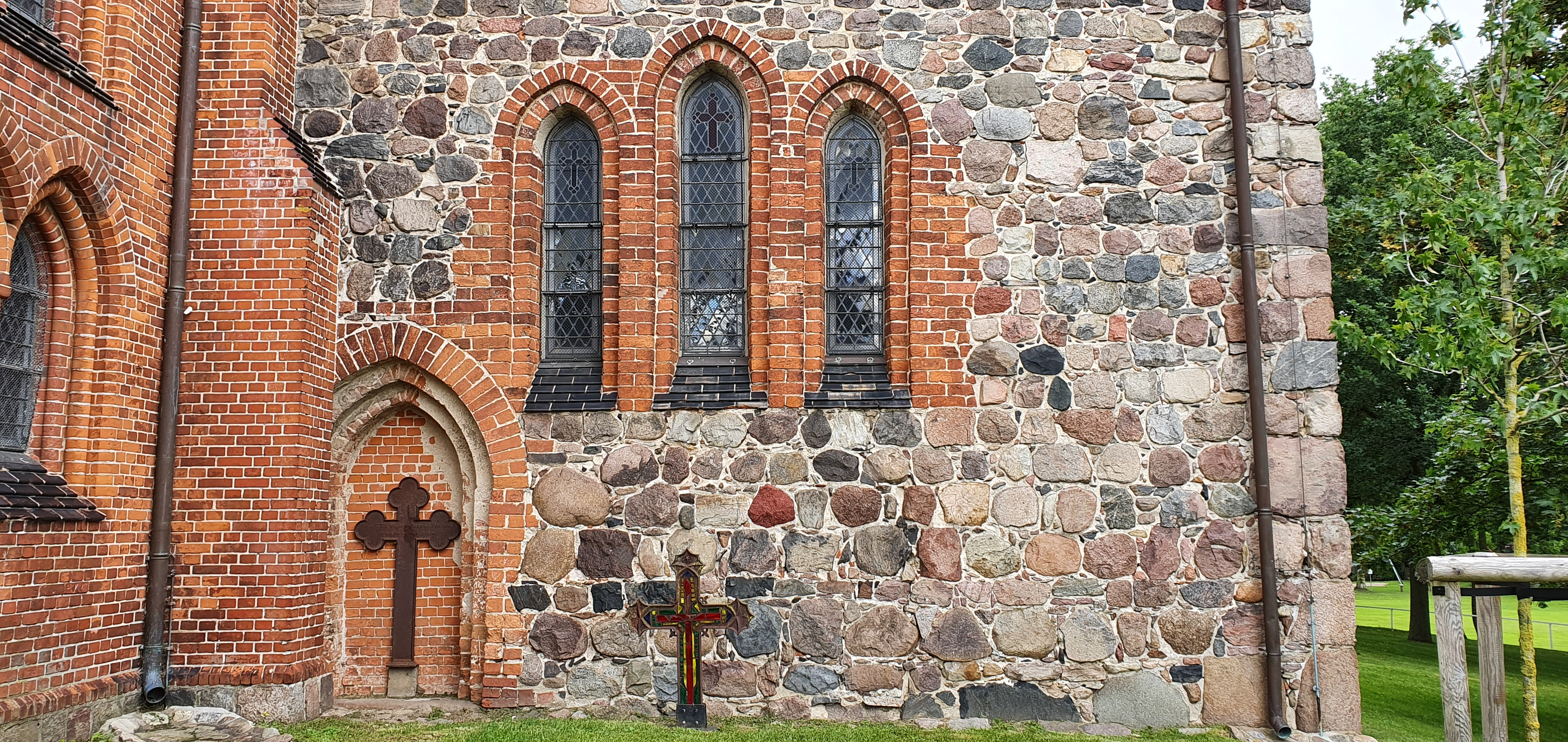
Detail: Mauerwerksübergang zwischen neugotischem Querhaus und spätgotischem Chor
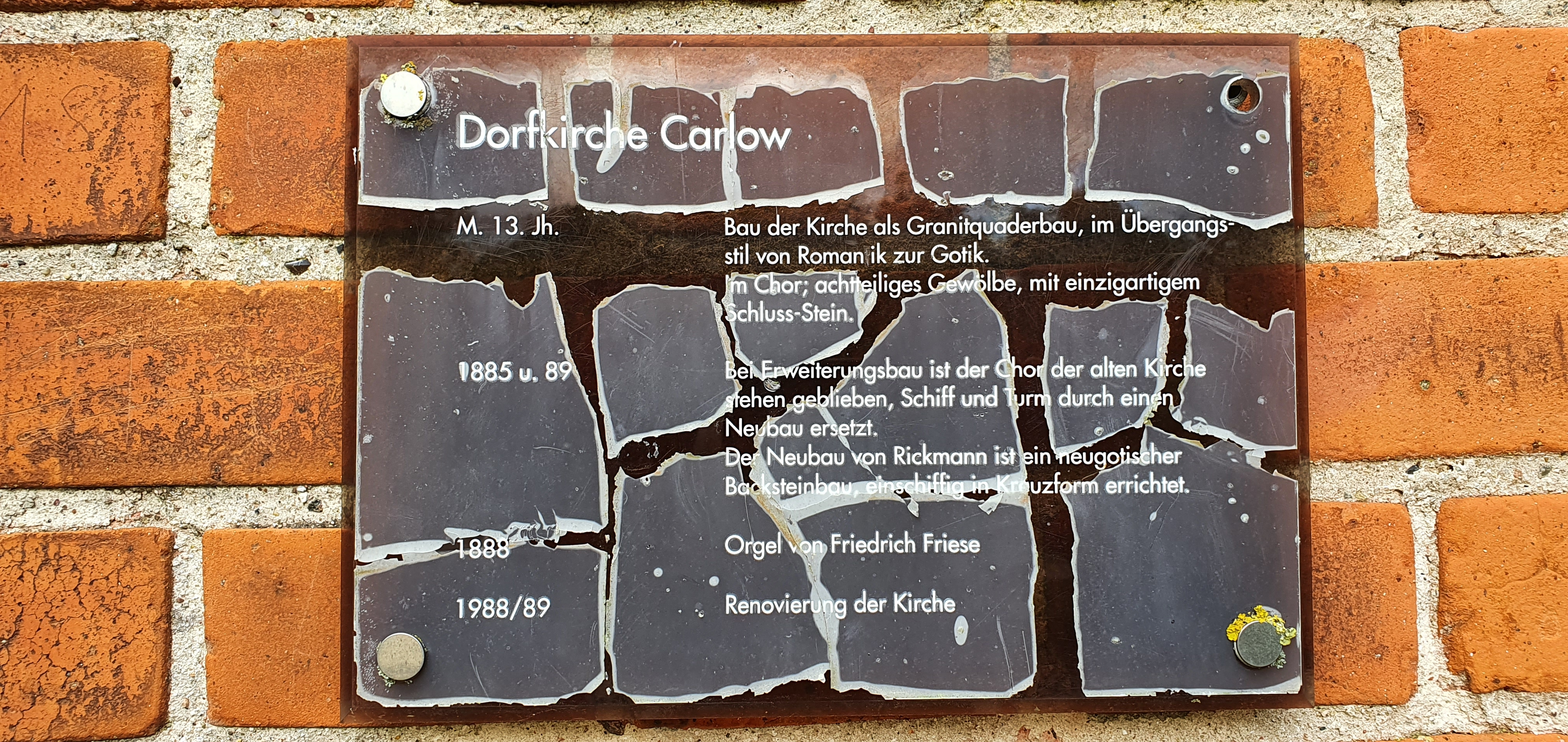
Informationstafel an der Kirche